# André Strappe
André Strappe, (Bully-les-Mines, 23 de fevereiro de 1928 - Le Havre, 9 de fevereiro de 2006) foi um ex-futebolista francês. Ele competiu na Copa do Mundo FIFA de 1954, sediada na Suíça, na qual a seleção de seu país terminou na nona colocação dentre os 16 participantes.